# EasyJet

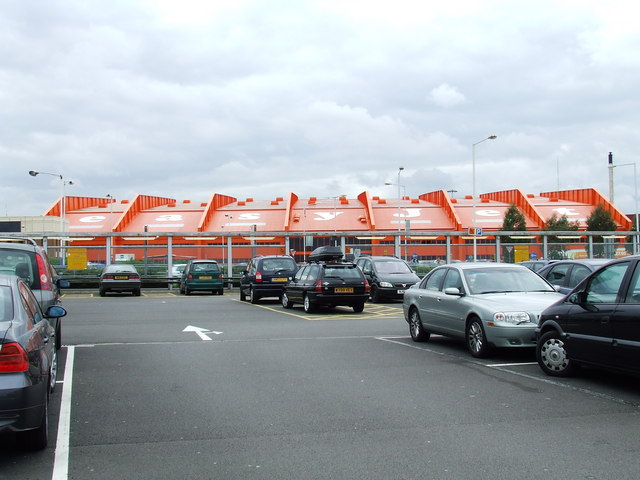
Hangar 89 - Het hoofdkantoor van easyJet

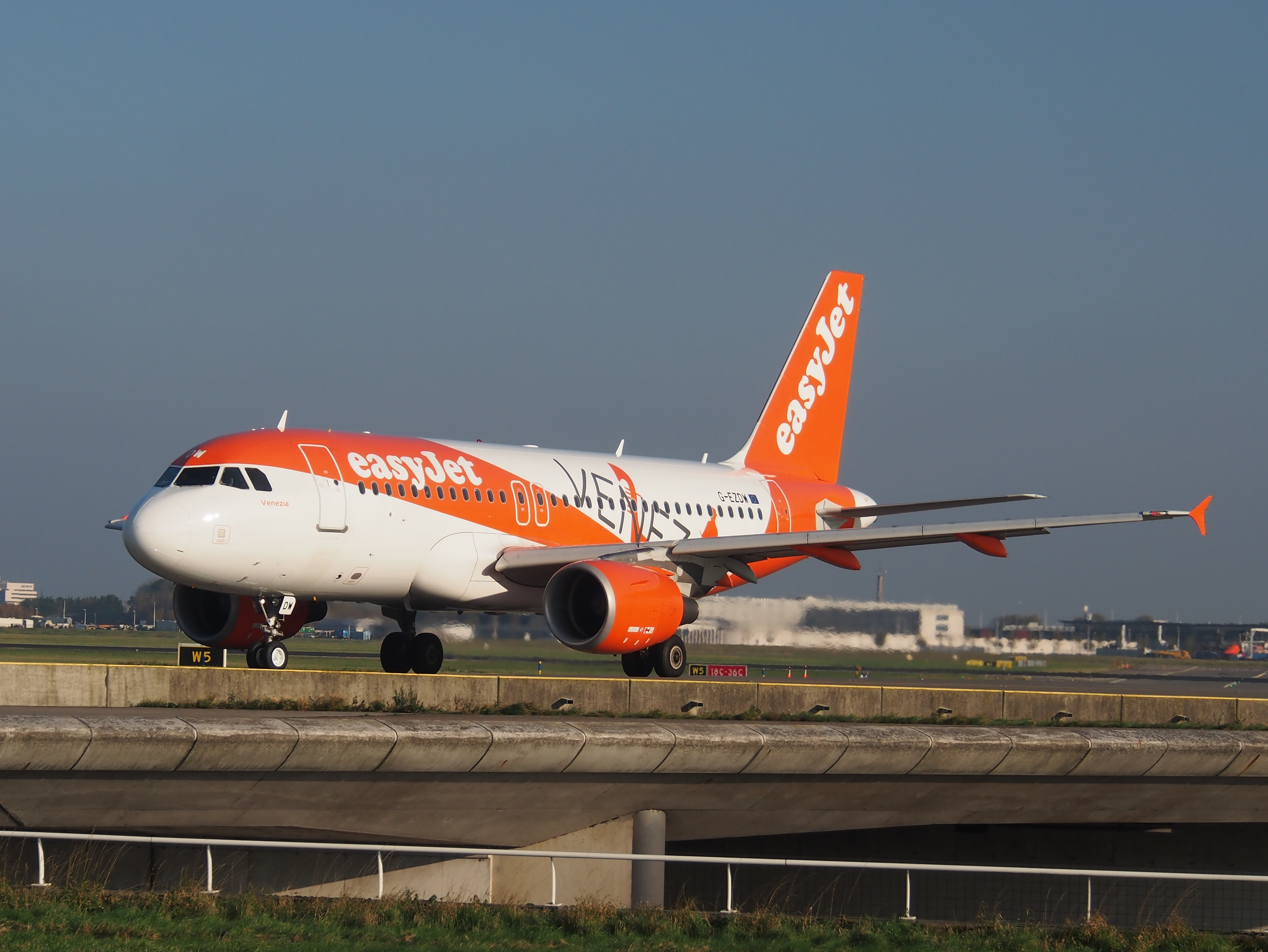
A320 van easyJet op Schiphol

easyJet is een Britse lowbudgetluchtvaartmaatschappij. Het bedrijf werd in 1995 opgericht door de Griekse zakenman Stelios Haji-Ioannou. Samen met zijn familie heeft hij bijna 34% van de aandelen easyJet in handen per 30 september 2018.

## Algemeen
EasyJet werd in 1995 opgericht door Stelios Haji-Ioannou. Hij was toen 28 jaar. In het eerste jaar werden 30.000 passagiers vervoerd. In 2000 werd het bedrijf op de beurs geïntroduceerd en trok Stelios zich terug uit het bestuur om zich te concentreren op alle activiteiten van zijn easyGroup. In 2006 werd hij geridderd voor zijn ondernemerschap en kreeg de titel "Sir".
Bij easyJet worden de prijzen laag gehouden door kosten te besparen, onder andere door passagiers voor de maaltijden aan boord te laten betalen, door niet te werken met reisagenten en door meer dan 90% van de tickets te verkopen via internet. Ook het ontbreken van verschil in klassen in de cabine levert kostenvoordelen op, omdat er geen additionele zaken zoals kranten of verschillende cateringproducten nodig zijn.
Daarnaast worden de omdraaitijden zo kort mogelijk gehouden, door bijvoorbeeld streng op te treden tegen reizigers die te laat zijn en de cabine door de stewards en stewardessen te laten opruimen na de vlucht. Dit kan resulteren in één heen- en terugvlucht méér maken dan de traditionele luchtvaartmaatschappijen kunnen.
In tegenstelling tot andere prijsvechters, zoals Ryanair, die voornamelijk op provinciale, kleine luchthavens vliegen om kosten te besparen op landing en afhandeling, vliegt easyJet wel naar de grote luchthavens (zoals Parijs Charles de Gaulle, Amsterdam Schiphol, Luchthaven München en Luchthaven Milaan-Malpensa). EasyJet probeert zich op deze wijze te profileren als goedkoop alternatief voor zakenreizigers.
In 2003 vervoerde easyJet 20,3 miljoen passagiers met 72 toestellen. Eerst vloog de maatschappij uitsluitend met toestellen van het type Boeing 737-300 en 737-700, sinds september 2003 werden toestellen van het type Airbus A319 geïntroduceerd, te beginnen met de basis in Genève (van waaruit de Zwitserse zustermaatschappij easyJet Switzerland SA vliegt), en sinds begin 2004 vanaf de basis in Londen Gatwick. De laatste twee Boeing 737-700-toestellen verdwenen in november 2011 uit de vloot.
Medio 2017 besloot easyJet een nieuw Europees hoofdkantoor, easyJet Europe, te openen in Oostenrijk. Deze maatregel is genomen om na de Brexit vluchten binnen de Europese Unie te kunnen uitvoeren. Zo'n 110 vliegtuigen worden in Oostenrijk geregistreerd met ongeveer 4000 medewerkers. Met deze stap heeft de groep easyJet plc drie luchtvaartmaatschappijen, gevestigd in het Verenigd Koninkrijk, Zwitserland en Oostenrijk.
In oktober 2017 werd bekend dat easyJet 24 Airbus-toestellen gaat overnemen van het failliete Air Berlin om hun basis in Berlijn uit te bouwen. Ongeveer 1000 personeelsleden van Air Berlin gaan mee over. De overname werd op 18 december 2017 afgerond. EasyJet werd daarmee in een klap groter dan Ryanair en Lufthansa op de korte vluchten van en naar de Duitse hoofdstad.
In december 2023 plaatste easyJet een order voor 157 Airbus-toestellen, waarvan 56 van het model A320neo en de rest A321neo. Ze zullen over een periode van zes jaar worden geleverd. Alle toestellen van de A320-range zijn geschikt om voor de helft op biobrandstoffen (Sustainable aviation fuel) te vliegen en Airbus verwacht dat dit 100% zal zijn in 2030.

## Vloot
Easyjet is een overkoepelende groep met twee dochterondernemingen.
| Vliegmaatschappij    | IATA                 | ICAO                 | Callsign             | Vliegtuigtypes | Vliegtuigtypes | Vliegtuigtypes | Vliegtuigtypes | Vliegtuigtypes |
| Vliegmaatschappij    | IATA                 | ICAO                 | Callsign             | Airbus         | Airbus         | Airbus         | Airbus         | Totaal         |
| Vliegmaatschappij    | IATA                 | ICAO                 | Callsign             | A319- 100      | A320- 200      | A320 neo       | A321 neo       | Totaal         |
| -------------------- | -------------------- | -------------------- | -------------------- | -------------- | -------------- | -------------- | -------------- | -------------- |
| EasyJet              | U2                   | EZY                  | EASY                 | 47             | 78             | 44             | 10             | 179            |
| EasyJet Europe       | EC                   | EJU                  | ALPINE               | 35             | 76             | 13             | 6              | 130            |
| EasyJet Switzerland  | DS                   | EZS                  | TOPSWISS             | 0              | 23             | 7              | 0              | 30             |
| Totaal Easyjet Group | Totaal Easyjet Group | Totaal Easyjet Group | Totaal Easyjet Group | 82             | 177            | 64             | 16             | 339            |

De vloot van easyJet (inclusief dochterondernemingen) bestond per 30 september 2020 uit de volgende vliegtuigen:
| Toestel         | In Dienst | Orders (Optie) | Passagiers | Opmerkingen                       |
| --------------- | --------- | -------------- | ---------- | --------------------------------- |
| Airbus A319-100 | 94        | —              | 156        | Grootste A319-gebruiker           |
| Airbus A320-200 | 167       | –              | 180-186    | Worden omgebouwd naar 186 stoelen |
| Airbus A320 NEO | 44        | 135            | 186        |                                   |
| Airbus A321 NEO | 15        | 33             | 235        |                                   |
| Totaal          | 320       | 168            |            |                                   |

De vloot van easyJet bestaat uitsluitend uit Airbus-vliegtuigen. De A320 kan 24 passagiers meer meenemen dan de Airbus A319 en heeft mede daardoor 7% lagere kosten per passagier. Het management streeft naar 70% vliegtuigen in eigendom en 30% onder leasecontracten. De leasecontracten geven het bedrijf flexibiliteit; ze kunnen de vliegtuigen teruggeven aan de leasemaatschappij als de vraag minder sterk groeit dan verwacht.
In 2023 was de uitstoot van koolstofdioxide 67,2 gram per gevlogen passagierkilometer. Over een periode van vijf jaar is dit licht gedaald, in 2019 was dit nog 70,4 g CO2. Easyjet streeft naar een reductie van de uitstoot met 35% vanaf het basisjaar 2019 en verwacht dit doel te bereiken in 2035. Vooral de inzet van nieuwe en zuiniger NEO-toestellen moet een belangrijke bijdrage leveren om dit doel te bereiken, naast de inzet van schonere brandstoffen.

## Resultaten
Sinds de oprichting heeft easyJet een hoge groei in het aantal vervoerde passagiers laten zien. In 1995 werden 30.000 passagiers gevlogen, maar dit was al 6 miljoen in het jaar 2000 en weer vijf jaar later 28,6 miljoen in 2005. In 2011 werd de grens van 50 miljoen passagiers overschreden. In 2008 en 2009 nam de groei af als gevolg van de kredietcrisis; wereldwijd nam het luchtvervoer af. De resultaten halveerden ten opzichte van 2007, maar het bedrijf bleef wel winstgevend.
In de onderstaande tabel een overzicht van de belangrijkste resultaten van easyJet sinds 2007. Het heeft een gebroken boekjaar dat per eind september wordt afgesloten. Het negatieve effect van de coronapandemie is duidelijk zichtbaar in de resultaten over 2020. Over het hele jaar werden 48 miljoen passagiers vervoerd, de helft ten opzichte van het jaar ervoor. In 2023 trad een fors herstel op met bijna 83 miljoen passagiers, maar het pre-corona niveau van 2019 is nog niet bereikt.
In 2023 telde het bedrijf gemiddeld 15.937 medewerkers.
| Jaar              | Omzet  | Bedrijfsresultaat | Nettoresultaat | Passagiers |
| ----------------- | ------ | ----------------- | -------------- | ---------- |
| 30 september 2007 | £ 1797 | £ 172             | £ 152          | 37,2       |
| 30 september 2008 | £ 2363 | £ 91              | £ 83           | 43,7       |
| 30 september 2009 | £ 2667 | £ 60              | £ 71           | 45,2       |
| 30 september 2010 | £ 2973 | £ 174             | £ 121          | 48,8       |
| 30 september 2011 | £ 3452 | £ 269             | £ 225          | 54,5       |
| 30 september 2012 | £ 3854 | £ 331             | £ 255          | 58,4       |
| 30 september 2013 | £ 4258 | £ 497             | £ 398          | 60,8       |
| 30 september 2014 | £ 4527 | £ 581             | £ 450          | 64,8       |
| 30 september 2015 | £ 4686 | £ 686             | £ 548          | 68,6       |
| 30 september 2016 | £ 4669 | £ 498             | £ 427          | 73,1       |
| 30 september 2017 | £ 5047 | £ 428             | £ 325          | 80,2       |
| 30 september 2018 | £ 5898 | £ 592             | £ 466          | 88,5       |
| 30 september 2019 | £ 6385 | £ 466             | £ 349          | 96,1       |
| 30 september 2020 | £ 3009 | £ −899            | £ −1079        | 48,1       |
| 30 september 2021 | £ 1458 | £ −910            | £ −858         | 20,4       |
| 30 september 2022 | £ 5769 | £ −27             | £ −169         | 69,7       |
| 30 september 2023 | £ 8171 | £ 453             | £ 324          | 82,8       |
| 30 september 2024 | £ 9303 | £ 589             | £ 452          | 89,7       |